# Capa Internet

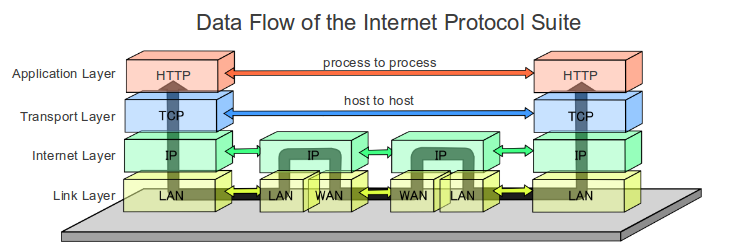
Com funciona el model de suite de protocols del model TCP/IP.

La capa Internet és un grup de mètodes, protocols i especificacions de connexió a Internet de la suite de protocols d'Internet que s'utilitzen per transportar paquets de xarxa des de l'amfitrió d'origen a través dels límits de la xarxa; si cal, a l'amfitrió de destinació especificat per una adreça IP. La capa d'Internet deriva el seu nom de la seva funció de facilitar el treball a Internet, que és el concepte de connectar múltiples xarxes entre si mitjançant passarel·les.
La capa d'Internet no inclou els protocols que compleixen la finalitat de mantenir els estats d'enllaç entre els nodes locals i que solen utilitzar protocols que es basen en l'enquadrament de paquets específics dels tipus d'enllaç. Aquests protocols pertanyen a la capa d'enllaç. Els protocols de la capa d'Internet utilitzen paquets basats en IP.

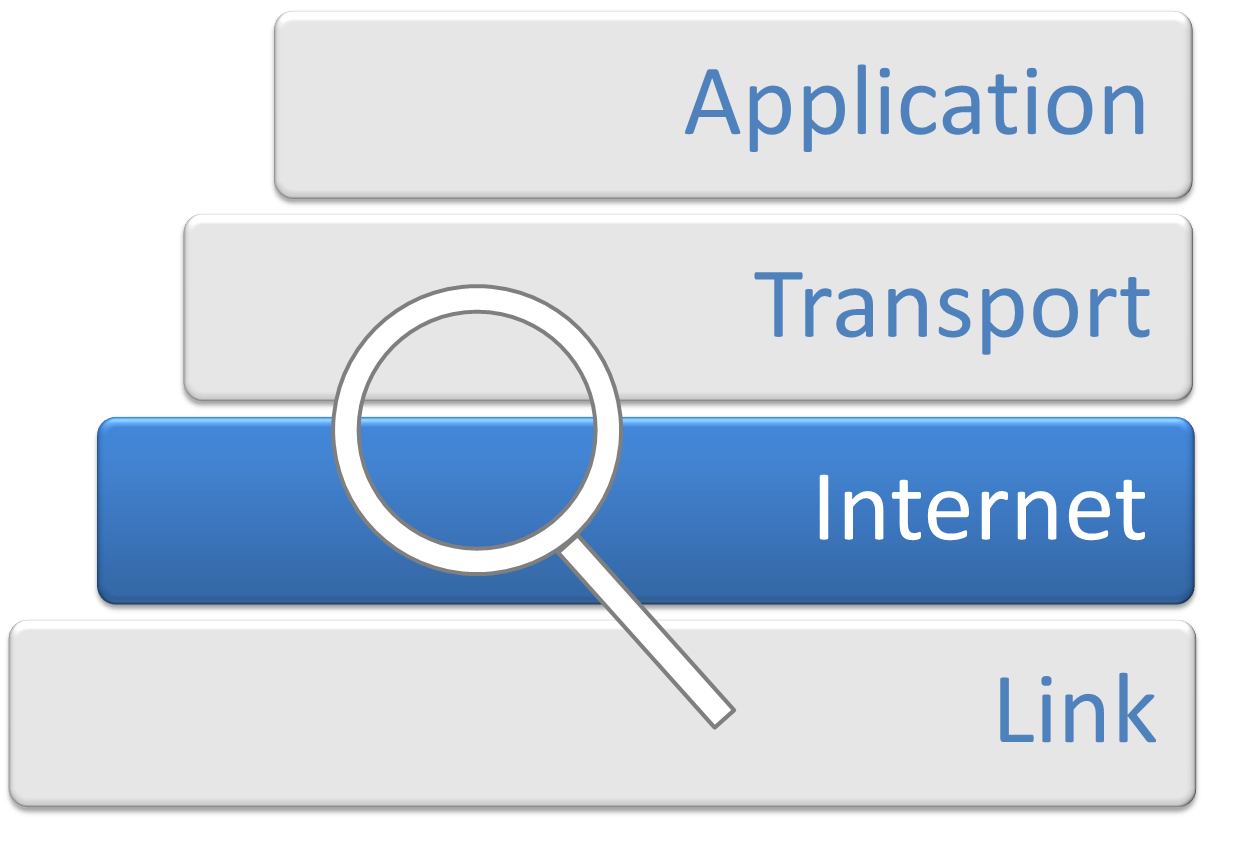
Imatge que mostra les capes de la suite de protocols d'Internet amb la capa d'Internet.

Un aspecte de disseny comú a la capa d'Internet és el principi de robustesa: "Sigues liberal en allò que acceptes i conservador en allò que envies", ja que un host que es comporta mal pot negar el servei d'Internet a molts altres usuaris.
La capa d'Internet té tres funcions bàsiques:
- Per als paquets de sortida, seleccioneu l'amfitrió del següent salt (gateway) i transmeteu el paquet a aquest amfitrió passant-lo a la implementació de la capa d'enllaç adequada;
- Per als paquets entrants, captureu els paquets i passeu la càrrega útil del paquet al protocol de capa de transport adequat, si escau.
- Proporcioneu capacitat de detecció i diagnòstic d'errors.

Els protocols principals de la capa d'Internet són el Protocol d'Internet (IP). Està implementat en dues versions, IPv4 i IPv6. El protocol de missatges de control d'Internet (ICMP) s'utilitza principalment per a funcions d'error i diagnòstic. Existeixen diferents implementacions per a IPv4 i IPv6. Els amfitrions IPv4 i els encaminadors de multidifusió IP adjacents utilitzen el protocol de gestió de grups d'Internet (IGMP) per establir membres de grups de multidifusió.